# Tom Cordes
Thomas Matthijs Adrianus „Tom” Cordes (ur. 30 maja 1966 w Wilnis) – holenderski kolarz szosowy i torowy, złoty medalista szosowych mistrzostw świata.

## Kariera
Największy sukces w karierze Tom Cordes osiągnął w 1986 roku, kiedy wspólnie z Robem Harmelingiem, Gerritem de Vriesem i Johnem Talenem zdobył złoty medal w drużynowej jeździe na czas na szosowych mistrzostwach świata w Colorado Springs. Był to jednak jedyny medal wywalczony przez niego na międzynarodowej imprezie tej rangi. Na tych samych mistrzostwach zajął także 60. miejsce w wyścigu ze startu wspólnego amatorów. Był także siódmy w drużynowej jeździe na czas na mistrzostwach świata w Giavera del Montello, a w 1984 roku zdobył złoto indywidualnie i brąz drużynowo na mistrzostwach świata juniorów. W 1988 roku wystartował na igrzyskach olimpijskich w Seulu, gdzie wraz z kolegami był jedenasty, a wyścigu ze startu wspólnego zajął 42. pozycję. Ponadto w 1987 roku wygrał Ronde van Overijssel i Volta Limburg Classic, a w 1990 roku był najlepszy w Trofeo Baracchi i Vuelta Ciclista a la Comunidad Valenciana oraz jako pierwszy kolarz spoza Hiszpanii wygrał Vuelta a Murcia. W 1992 roku wygrał jeden z etapów Vuelta a España, ale wyścigu nie ukończył. Rok później zajął 118. miejsce w klasyfikacji generalnej Tour de France. W 1987 roku zdobył brązowy medal mistrzostw Holandii w wyścigu ze startu wspólnego, a rok wcześniej zdobył medal na torowych mistrzostwach kraju, zwyciężając w indywidualnym wyścigu na dochodzenie. W 2004 roku zakończył karierę.